# Mats Hellberg
Mats Olov Hellberg, mest känd under artistnamnet AIK-trubaduren, född 13 januari 1968 i Stockholm, är en svensk trubadur som har spelat in flera AIK-relaterade album. Många av sångerna består av kända melodier med ny text. Dokumentären Trubaduren - med uppenbar känsla för ironi som visades i TV8 den 2 maj 2006 handlar om Hellberg.

## Biografi
Från början var det främst AIK:s ishockeylag vars matcher Hellberg besökte. Han gick med sin far till Hovet i slutet av 1970-talet, när spelare som Mats Ulander och Kai Nurmi spelade i laget. Under 1980-talet gled intresset över mer till AIK:s fotbollslag men han började inte besöka fotbollsmatcherna stadigt förrän 1989-90, då med sin bror. 1991 bodde han i en studentkvart i Västra Skogen, där han satt och repade innan matcherna. 1993 fick han en idé att man borde vidareutveckla hejaramsorna, då han ansåg att sångerna tog slut alldeles för fort och det var då han började skriva sånger som handlade om AIK.
Efter att han hållit på med musik i 11 år valde Hellberg att avsluta artisteriet 2004, men efter att AIK vunnit SM-guld 2009 återkom han med nya låtar.

## Diskografi
- En som slåss för Gnaget (1998)
- Absolut Gnaget (1999)
- 1891 (2000)
- Derbykungar (2001)
- En riktigt svartgul jul (2001)
- Om alla höll på Gnaget (2001)
- Sverige och jag (2002)
- På väg mot guld (2003)
- AIK-Trubadurens bästa (2004)
- AIK för i helvete (2014)
- Huligan av det gamla slaget (2015)
- Guld (2019)
- Guld 2 (2019)